# Schloss Lanegg

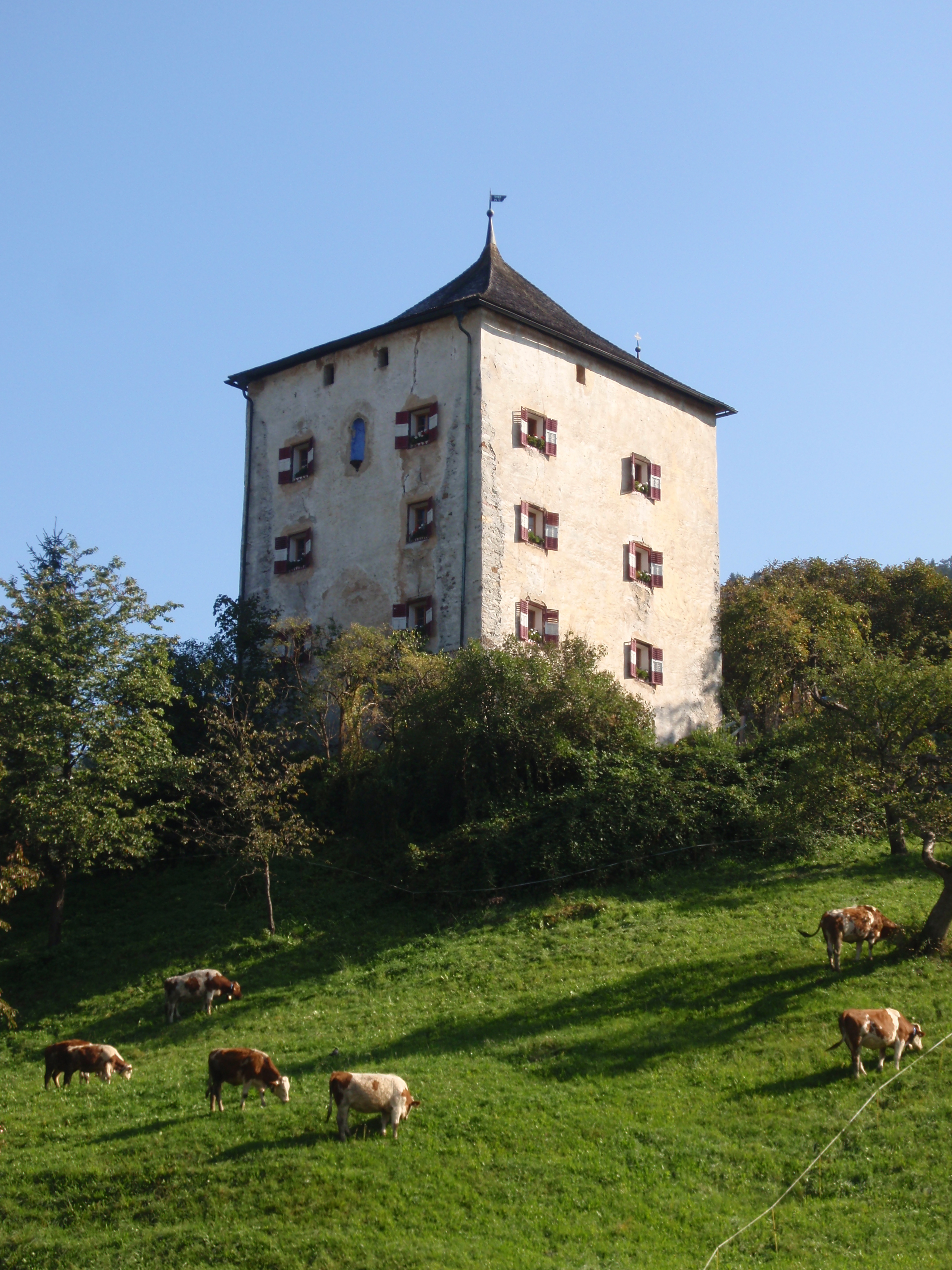
Schloss Lanegg aus südwestlicher Richtung gesehen

Das Schloss Lanegg steht in der Tiroler Marktgemeinde Brixlegg nördlich von Mehrn in der Katastralgemeinde Zimmermoos.
Das unter Denkmalschutz (Listeneintrag) stehende Gebäude, auch Turm Lanegg und Ansitz Lanegg genannt, wird 1568 urkundlich genannt. Das Schloss war von 1600 bis zum Anfang des 19. Jahrhunderts im Besitz der Familie Faber von Lanegg. Die Vermutung, es könnte sich um den ursprünglichen Sitz der Herren von Mehrn handeln ist nicht belegbar.
Das wohl spätmittelalterliche Gebäude ist ein gedrungener viergeschoßiger Wohnturm mit annähernd quadratischem Grundriss. Ein runder Treppenturm wurde im 16. Jahrhundert angebaut. Über der Eingangstüre sind gemalte Wappen, der Reichsadler und der Tiroler Adler. Darüber sind vereinzelt gotische Fenster. Die unregelmäßig angeordneten Lichtschlitze im Kellergeschoß sind ursprünglich, die regelmäßig angeordneten Fenster der Wohngeschoße neuzeitlich. In der Nordfassade im zweiten Obergeschoß steht auf einer reich profilierten Konsole die Figur Stehende Madonna mit Kind aus dem 16. Jahrhundert.